# Нелсон Олівейра
Нелсон Мігел Каштру Олівейра (порт. Nélson Miguel Castro Oliveira, нар. 8 серпня 1991, Барселуш) — португальський футболіст, нападник турецького клубу «Коньяспор». Грав за національну збірну Португалії.

## Клубна кар'єра
Народився 8 серпня 1991 року в місті Барселуш. Вихованець юнацьких команд футбольних клубів «Брага»  та «Бенфіка».
2009 року почав включатися до заявки головної команди «Бенфіки», проте не провів у її складі жодної гри у чемпіонаті і був відправлений в оренду, спочатку до «Ріу-Аве», а згодом до клубу «Пасуш ді Феррейра».
2011 року повернувся з оренди до «Бенфіки», почав залучатися до матчів команди в національному чемпіонаті. Протягом сезону провів 12 ігор першості.
З 2012 року знову почався період оренд — протягом наступних чотирьох років пограв в Іспанії за «Депортіво» (Ла-Корунья), у Франції за «Ренн», а також в Англії у складі «Свонсі Сіті» та «Ноттінгем Форест».
Влітку 2016 року повернувся у розпорядження «Бенфіки», утім вже у серпні уклав чотирирічний контракт з «Норвіч Сіті». Відігравши два з половиною роки за цю команду у Чемпіоншипі, на початку 2019 року був відданий в оренду до іншого представника другого англійського дивізіону, «Редінга».
20 липня 2019 року перебрався до Греції, де уклав дворічу угоду з місцевим столичним клубом АЕК.

## Виступи за збірні
2006 року дебютував у складі юнацької збірної Португалії, взяв участь у 45 іграх на юнацькому рівні, відзначившись 11 забитими голами.
З 2010 року залучався до складу молодіжної збірної Португалії. На молодіжному рівні зіграв у 19 офіційних матчах, забив 9 голів.
24 лютого 2012 року дебютував у складі національної збірної Португалії, вийшовши на заміну під час контрольного матчу команди проти збірної Польщі. Навесні того ж року був включений до заявки португальської збірної для участі у фінальній частині чемпіонату Європи 2012 року, в іграх якого тричі виходив на поле на заміну. Викликався до лав національної команди до 2017 року, встигнувши провести за цей час 17 ігор у її формі.

## Титули і досягнення
- Володар Кубка португальської ліги (1):

Бенфіка: 2011-12